# NGC 4118
NGC 4118 est une galaxie lenticulaire naine relativement rapprochée et située dans la constellation des Chiens de chasse. NGC 4118 a été découverte par l'astronome irlandais R. J. Mitchell en 1857.

## Caractéristiques
Sa vitesse par rapport au fond diffus cosmologique est de 867 ± 1 km/s, ce qui correspond à une distance de Hubble de 12,8 ± 0,9 Mpc (∼41,7 millions d'al).

## Paire de galaxies?
Selon Vaucouleur et Corwin, NGC 4117 et NGC 4118 forment une paire de galaxies. Mais, comme plusieurs des paires de galaxies mentionnées dans cet article, il s'agit probablement d'une paire optique de galaxies. En effet, NGC 4117 est à une distance de 57 Mal, alors que NGC 4118 est à 42 Mal.